# Јоанис Каподистријас
 Јоанис Каподистријас (грч. Ιωάννης Καποδίστριας; Крф, 11. фебруар 1766 — Крф, 9 октобар 1831) био је министар иностраних послова Руске империје, руски и грчки државник и први гувернер независне Грчке (1827—1832) године.

## Почетак каријере
Родио се 17. фебруара 1776. на Крфу од оца Антона, који cе крајем XIV вијека доселио из Копра заузимајући различите позиције у служби млетачке републике. Hа Универзитету у Падови завршивши курс из филозофије и медицине ступио је у дипломатску службу отаџбине. Године 1802, добио је задатак да обиђе многа Јонска острва, да се тамо уведу руски гарнизони и да се успостави цивилна администрација. Године 1803. је именован за министра иностраних послова Републике Јонских острва, a 1807. за начелника милиције.

## Министар иностраних послова Руске империје
Тилзитским миром по којем је руска управа замјењена француском, 1809. прешао је у службу руске имерије при министарству иностраних послова. Преузео је вођење спољне политике од министра Адама Јежија Чарторијског. 1811. године постављен је за секретара руске амбасаде у Бечу, да развије пројекат стварања области Бесарабије по којем ће област бити прикључена Русији. 1813. године налази се у пратњи Александра I као начелник штаба, а затим је послат у Швајцарску у дипломатску мисију савеза против Наполеона. Успјешна извршења налога, као и сјајни таленти, нађоше га током Бечког конгреса, који му је осигурао даљу брзу и успјешну каријеру. 21. августа 1816, Јоанис Каподистријас именован је за управљање Министарством иностраних послова Руске Империје. На тој функцији остаће до 1822. године. Радио је на учвршћивању односа између Француске и Русије трудећи се да уздржи Александра I од увлачења у идеју Свете алијансе.
Као Грк саосјећао је ca почетком револуције у Грчкој у марту 1832, већ као дипломата и каријериста није се усудио да делује енергично и остао је у служби. Hадајући се да ће развој догађаја зауставити Александра I да се сагласи са предлогом „понуђене мјере“ против Порте.Hа прољеће 1822. године, упркос снажним приговорима Јоаниса Каподистрие Александар I је прихватио предлог министра иностраних послова Аустрије Климента Метерника о одржавању конференције у Бечу по Источном питању. Преузимајући дужност од Адама Јежија Чарторијског, био је добро упућен у јак отпор на Балкану, имајући у виду да би даље усклађивање руских дипломатских корака са аустријском политиком имало негативне последице за грчке хришћане, Каподистријас је одлучио да се удаљи од ових дипломатских активности и не учествује у њиховој припреми и дискусијама о званичним извештајима. У част Каподистријаса у мају 1822. током приватне аудијенције код Александар I цар му је предложио „да се опорави“ на води. Остајући формално на својој дужности (пензионисан је 1827). Hаграђен је Орденом Ст. Владимир 1 степен. Раније, је већ награђен Орденом Светог Александра Невског. Два пута је одбијао предлог "Филики Хетерије“ и на крају се прихватио прихватио се улоге лидерства, помажући рад побуњеника не само новчано већ и посредовањем при европским дворовима.

## Владар Грчке
Дана 11. априла 1827. народнио сабрање у Трезена изабрало је грофа Ј. Каподистријаса за владара следећих седам година. После једне од највећих морских битака из XIX вијека, Наварински пораз (рус. Наваринское сражение) која је одржана од 8. октобра 1827. у Наваринском заливу у Јонском мору код Пелопонезу Грчке је осигурала слободу.
Када су почели преговори између великих сила о избору краља Грчке, Каподистријас, у званичним и приватним писмима је инсистирао на томе да се мишљење затражи од представника изабраних на народним сабрањима. Син кнеза Тирингије, потпуковник Руске империје, Леополд I од Белгије коме су велике силе понудиле круну у очекивању формирања граница нове области краљевине Белгије одбио је понуђену круну краља Грчке.

## Погибија
Међу непријатељима Каподистријаса које његове и политике, било је породица Петроc бега Мавромикалиса. Син и брат Петроc бега, Георги и Константин Мавромикалиса из Нафплиа. Под надзором полиције, напали cу Каподистријаса 9. октобра, 1831. и убили га. Константин Мавромикалис је ухваћен на мјесту од људи, а Георги је усјпео да се сакрије у кући француске мисије, али је предат и погубљен. Каподистријасова смрт је изазвала негодовање јавности. Гроф Каподистријас је првобитно сахрањен у првој престоници независне Грчке у Нафплију. Шест мјесеци касније његов брат Аугустин, сагласно Јоанисовом завјештању пренио је тијело у манастир Платитера, који је важио породични манастир Каподистријаса.

## Споменици
Споменици грофу Јоанис Каподистријасу подигнути су у Атини, Нафплиу, Санкт Петербургу, на Егину, у Лозани а такође и на Крфу.